# بيوتر واديكي
بيوتر واديكي (بالبولندية: Piotr Wadecki) مواليد 11 فبراير 1973 في البلنغ، بولندا، هو دراج بولندي سابق في صنف سباق الدراجات على الطريق. سبق أن شارك في دورة الألعاب الأولمبية الصيفية.

## روابط خارجية
- بيوتر واديكي على موقع الاتحاد الدولي للدراجات (الإنجليزية)
- بيوتر واديكي على موقع أرشيف الدراجات (الإنجليزية)
- بيوتر واديكي على موقع إحصائيات الدراجات الإحترافية (الإنجليزية)
- بيوتر واديكي على موقع نسبة الدراجات (الإنجليزية)
- بيوتر واديكي على موقع CycleBase (الإنجليزية)
- بيوتر واديكي على موقع أوليمبيديا (الإنجليزية)
- بيوتر واديكي على موقع اللجنة الأولمبية البولندية (مؤرشف) (البولندية)